# Conus sulcatus
Espèce
Statut de conservation UICN

 LC  : Préoccupation mineure
Conus sulcatus est une espèce de mollusques gastéropodes marins de la famille des Conidae.
Comme toutes les espèces du genre Conus, ces escargots sont prédateurs et venimeux. Ils sont capables de « piquer » les humains et doivent donc être manipulés avec précaution, voire pas du tout.

## Description
La taille de la coquille varie entre 21 mm et 89 mm. La coquille lisse présente des rainures tournantes traversées par des stries longitudinales. Les crêtes intermédiaires sont plates ou arrondies. La spire courte est carénée, striée, parfois avec des tubercules ompressés distants. La couleur de fond de la coquille est brun jaunâtre clair, ou blanchâtre. 
Le conantokine-Br est une toxine dérivée du venin de Conus sulcatus.

## Distribution
Cette espèce marine est présente au large du Japon, de Taiwan, dans le Golfe du Bengale et au large des Îles Salomon, de la Nouvelle-Calédonie et du Queensland, en Australie.

### Niveau de risque d’extinction de l’espèce
Selon l'analyse de l'UICN réalisée en 2011 pour la définition du niveau de risque d'extinction, cette espèce est présente sur une large zone, depuis l'Inde et le Sri Lanka, à travers toute l'Asie du sud-est, au nord jusqu'au Japon, au sud jusqu'au nord de l'Australie et à l'est jusqu'aux Fidji. Cette espèce est très commune dans les eaux plus profondes à travers son aire de répartition. Il n'existe aucune menace connue pour cette espèce à l'aire de répartition étendue. Cette espèce est classée dans la catégorie " préoccupation mineure ".

## Taxonomie

### Publication originale
L'espèce Conus sulcatus a été décrite pour la première fois en 1792 par le conchyliologiste danois Christian Hee Hwass dans « Encyclopédie méthodique ou par ordre de matières Histoire naturelle des vers - volume 1 » écrite par le naturaliste français Jean-Guillaume Bruguière (1750-1798),.

### Synonymes
- Asprella sulcata (Hwass, 1792) · non accepté
- Conus (Asprella) sulcatus Hwass, 1792 · appellation alternative
- Conus asper Lamarck, 1810 · non accepté
- Conus costatus Holten, 1802 · non accepté
- Conus orbitatus Reeve, 1843 · non accepté

### Sous-espèces
- Conus sulcatus brettinghami Coomans, Moolenbeek & Wils, 1982, accepté en tant que Conus brettinghami Coomans, Moolenbeek & Wils, 1982 (original rank)